# Lampetis hercules
Lampetis hercules es una especie de escarabajo del género Lampetis, familia Buprestidae. Fue descrita científicamente por Thomson en 1879.